# Florent Ibengé
Jean-Florent Ikwange Ibengé (Kinshasa, 1961. december 4. –) Zaire labdarúgóedző, korábbi játékos, a kongói labdarúgó-válogatott szövetségi kapitánya.

## Külső hivatkozások
- Jean-Florent Ikwange Ibengé Transfermarkt